# Bullockia maldonadoi
Bullockia maldonadoi е вид лъчеперка от семейство Trichomycteridae, единствен представител на род Bullockia.

## Разпространение
Видът е разпространен в Чили.